# 调琴啜茗图

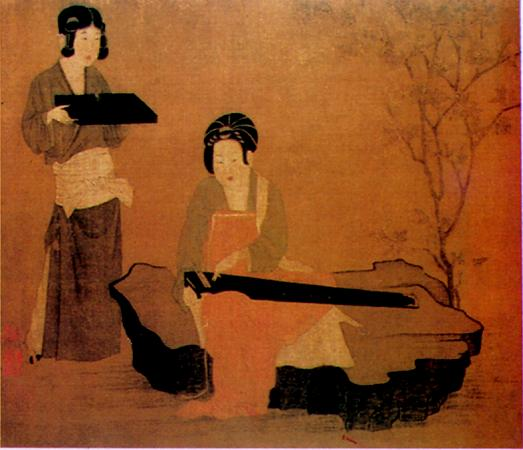
唐 周昉 調琴啜茗图

《調琴啜茗图》唐周昉作。周昉是中唐画家，擅长人物画。《調琴啜茗图》描绘唐代仕女弹古琴饮茶的生活情景。全图共有五位仕女，图的重点表现一位红衣仕女坐在园中树边石凳上弹古琴，旁边茶女端着茶盘恭候。
《調琴啜茗图》横75.3厘米，高28厘米，现藏於美國密蘇里州堪薩斯市納尔遜·艾金斯藝術博物館。